# سلامي (إيران)
سلامي (بالفارسية: سلامی) هي مدينة تقع في إيران في خراسان رضوي. يقدر عدد سكانها بـ 6,056 نسمة .